# Софиевка (Дружковская городская община)
Софи́евка (укр. Софіївка, до 2016 года Артёмовка) — село в Дружковской городской общине Краматорского района Донецкой области Украины.

## Общие сведения
Население по переписи 2001 года составляло 538 человек. Почтовый индекс — 85171. Телефонный код — 6272.

## История
- 2016 — переименовано в Софиевка[2].

## Экономика и транспорт
Большинство жителей заняты сельским хозяйством. Выращиваются такие культуры, как пшеница, ячмень, кукуруза, подсолнух, горох.
Имеется предприятие ЧАО «Керампром». Основная экономическая деятельность — добыча огнеупорной глины, которая экспортируется в страны Евросоюза (Италия, Испания), Турцию, Белоруссию и в Россию.
Через село проходит трасса Дружковка — Доброполье. По этому маршруту проходят автобусы «Дружковка — Доброполье», «Доброполье — Дружковка», «Константиновка — Дружковка — Софиевка», «Дружковка — Новоторецкое»

## Образование и культура
В селе есть Софиевский учебно-воспитательный комплекс, объединивший Новоартемовскую общеобразовательную школу I—III ступеней и Артемовский детский сад. Также имеется Софиевский дом культуры, тренажерный зал, православная церковь, стадион, 3 детских площадки, памятник погибшим солдатам во время Великой Отечественной войны.
Основной достопримечательностью села является речка Казённый Торец и Панский сад, в котором находится двор и колодец пана Бандыша, основавшего село во времена крепостного права.